# 간코
간코(일본어: 寛弘)는 일본의 연호 중 하나이다.
- 전후 : 조호(長保) 이후 - 조와(長和) 이전.
- 시기 : 1004년 ~ 1011년
- 천황 : 이치조 천황, 산조 천황

## 개원
- 조호 6년 7월 20일(율리우스력 1004년 8월 8일)에 개원하여
- 간코 9년 12월 25일(율리우스력 1013년 2월 8일) 조와로 개원되었다.

## 출전
《한서》(원제본기)의 "……寬弘盡下, 出於恭儉, 號令溫雅, 有古之風烈"에서 출전.

## 간코 시기에 일어난 일
- 원년 경
  - 가잔 법황을 중심으로 『슈이와카슈』(拾遺和歌集)가 완성되었다.
- 2년
  - 후지와라노 고레치카가 처음으로 준대신의 대우를 받았다.
- 3년
  - 4월 2일 : 이리자리에 초신성(SN 1006)이 출현했다. 밝기는 해와 달을 제외하면 사상 최고로 밝은 -9등급이었던 것으로 추정된다. 이 사건은 후지와라노 사다이에의 『메이게쓰키(明月記)』에 기록되어 있다.
- 8년
  - 6월 13일 : 이치조 천황이 산조 천황에게 양위하였다.

간코 연간은 왕조 궁정문학의 최전성기였다. '글을 좋아하는 현명한 황제(好文の賢皇 고문노겐노[*])'로 칭송받은 이치조 천황의 궁정(宮庭)을 중심으로 저명한 문학가 무라사키 시키부, 이즈미 시키부, 아카조메에몬 등 재녀(才女)들뿐만 아니라 남성 관인들 중에서도 문필가가 배출되었다.

## 서력과의 대조표
| 간코        | 원년       | 2년        | 3년        | 4년        | 5년        | 6년        | 7년        | 8년        | 9년        |
| ----------- | ---------- | ---------- | ---------- | ---------- | ---------- | ---------- | ---------- | ---------- | ---------- |
| 서기 (西紀) | 1004년     | 1005년     | 1006년     | 1007년     | 1008년     | 1009년     | 1010년     | 1011년     | 1012년     |
| 간지 (干支) | 갑진(甲辰) | 을사(乙巳) | 병오(丙午) | 정미(丁未) | 무신(戊申) | 기유(己酉) | 경술(庚戌) | 신해(辛亥) | 임자(壬子) |

## 같이 보기
- 일본의 연호 일람

| 이전 조호 | 일본의 연호 1004년 ~ 1011년 | 다음 조와 |